# Банат, Бачка і Бараня
Банат, Бачка і Бараня (серб. Banat, Bačka i Baranja, трансліт. Банат, Бачка и Барања) — колишня де-факто провінція Королівства Сербія і Королівства сербів, хорватів і словенців, жовтень 1918 — березень 1919 року. Вона включала в себе географічні регіони Банат, Бачка та Бараня, її адміністративний центр був Нові Сад.

## Назва
Офіційна назва провінції було Банат, Бачка та Бараня, але також неофіційно відома як Воєводина.

## Історія
Після розпаду Австро-Угорщини в жовтні 1918 року, регіони Банат, Бачка та Бараня перейшли під контроль сербських військ. Місцеве сербське населення сформувало свою адміністрацію — Сербську національну раду в Новім Саді.
Велика народна скупщина сербів, бунєвців та інших слов'ян (Velika narodna skupština Srba, Bunjevaca i ostalih Slovena / Велика народна скупштина Срба, Буњеваца и осталих Словена) з Банату, Бачки та Барані проголосували за приєднання краю до Королівства Сербії. До скупщини увійшло 757 депутатів, з яких 578 були серби, 84 бунєвці, 62 словаки, 21 русини, 6 німців, 3 шокці, 2 хорвати і 1 угорець.
1 грудня, Королівство Сербія разом з Державою словенців, хорватів і сербів утворили нову країну — Королівство сербів, хорватів і словенців.
Хоча уряд у Белграді ухвалив рішення про приєднання Банату, Бачки та Барані до Сербії, він не визнав легітимність народної управи (Narodna uprava za Banat, Bačku i Baranju / Народна управа за Банат, Бачку и Барању). Народна управа Банату, Бачки та Барані діяла до 11 березня 1919 року, коли вона провела свою останню сесію. 
До Паризької мирної конференції, що визначила точні межі Королівства сербів, хорватів і словенців, під владою народної управи були терени Банату, Бачки та Барані, що наразі належать Румунії та Угорщині.

## Населення
Населення Банату, Бачки та Барані (у межах, визначених мирною конференцією) було 1,365,596, у тому числі 29,1% сербів, 27,71% угорців, 23,10% німці тощо , серби і хорвати разом склали 36,80% населення регіону.